# Kobilić
 Kobilić  falu Horvátországban Zágráb megyében. Közigazgatásilag Nagygoricához tartozik.

## Fekvése
Zágráb központjától 14 km-re délkeletre, községközpontjától 3 km-re északkeletre, a Túrmező síkságán fekszik.

## Története
A települést a 15. század elején említik először., a régi oklevelek "Kobilichi, Kobwlyth" alakban nevezik.
1225-ben IV. Béla még szlavón hercegként a zágrábi várhoz tartozó egyes jobbágyokat nemesi rangra emelt, akik mentesültek a várispánok joghatósága alól és a zágrábi mező (Campi Zagrabiensis) nemeseinek közössége, azaz saját maguk által választott saját joghatóság (comes terrestris) alá kerültek. Az így megalakított Túrmezei Nemesi Kerülethez tartozott a település is, a Polje járás része, egyik judikátusi székhelye volt. 1549-ben és 1588-ban Petar és Matija Dianković személyében kétszer is adott elöljárót a nemesi kerületnek. 
A falu és környéke a 16. századtól sokat szenvedett a gyakori török támadások miatt. Amikor 1592-ben Hasszán boszniai pasa végigpusztította a Túrmezőt és mintegy 35000 lakost hurcolt rabságba számos ősi túrmezei család pusztult ki és nem maradt egyetlen ép falu sem. A török veszély megszűnése annak a nagy győzelemnek köszönhető, melyet az egyesült  horvát és császári sereg 1593. június 22-én Sziszeknél aratott a török felett. 
A túrmezei kerület megszüntetése után a falut is a Zágráb vármegyéhez  csatolták. 1857-ben 123, 1910-ben 224 lakosa volt. Trianon előtt Zágráb vármegye Nagygoricai járásához tartozott. 2001-ben a falunak 524 lakosa volt.

## Lakosság
| Lakosság változása | Lakosság változása | Lakosság változása | Lakosság változása | Lakosság változása | Lakosság változása | Lakosság változása | Lakosság változása | Lakosság változása | Lakosság változása | Lakosság változása | Lakosság változása | Lakosság változása | Lakosság változása | Lakosság változása |
| ------------------ | ------------------ | ------------------ | ------------------ | ------------------ | ------------------ | ------------------ | ------------------ | ------------------ | ------------------ | ------------------ | ------------------ | ------------------ | ------------------ | ------------------ |
| 1857               | 1869               | 1880               | 1890               | 1900               | 1910               | 1921               | 1931               | 1948               | 1953               | 1961               | 1971               | 1981               | 1991               | 2001               |
| 123                | 129                | 133                | 172                | 194                | 224                | 232                | 298                | 299                | 315                | 343                | 370                | 423                | 475                | 524                |

## Külső hivatkozások
- Nagygorica hivatalos oldala
- Nagygorica turisztikai egyesületének honlapja
- A Túrmező honlapja